# 台東区立下谷中学校
台東区立下谷中学校（たいとうくりつ したやちゅうがっこう）は、かつて東京都台東区下谷に所在した区立中学校。

## 概要
2002年（平成14年）4月1日に台東区立竜泉中学校と統合し、台東区立柏葉中学校が開校した。この学校のあった場所は現在柏葉中学校のある場所であり、校舎も柏葉中学校へ引き継がれた。また、下谷中学校に開設されていた特別支援学級と難聴学級も柏葉中学校へ引き継がれた。

## 沿革
- 1947年（昭和22年） - 新制中学校の発足に伴い台東区立下谷中学校となる[3]。
- 1966年（昭和41年）4月 - 難聴学級設置[2]。
- 1979年（昭和54年）7月 - 現校舎建築[4]。
- 2002年（平成14年）3月31日 - 台東区立竜泉中学校と統合し閉校。

## 所在地
東京都台東区下谷3-1-29

## 交通
「台東区立柏葉中学校#交通」を参照。

## 著名な卒業生
- 毒蝮三太夫 - 俳優、タレント